# 63 Eskadra Towarzysząca

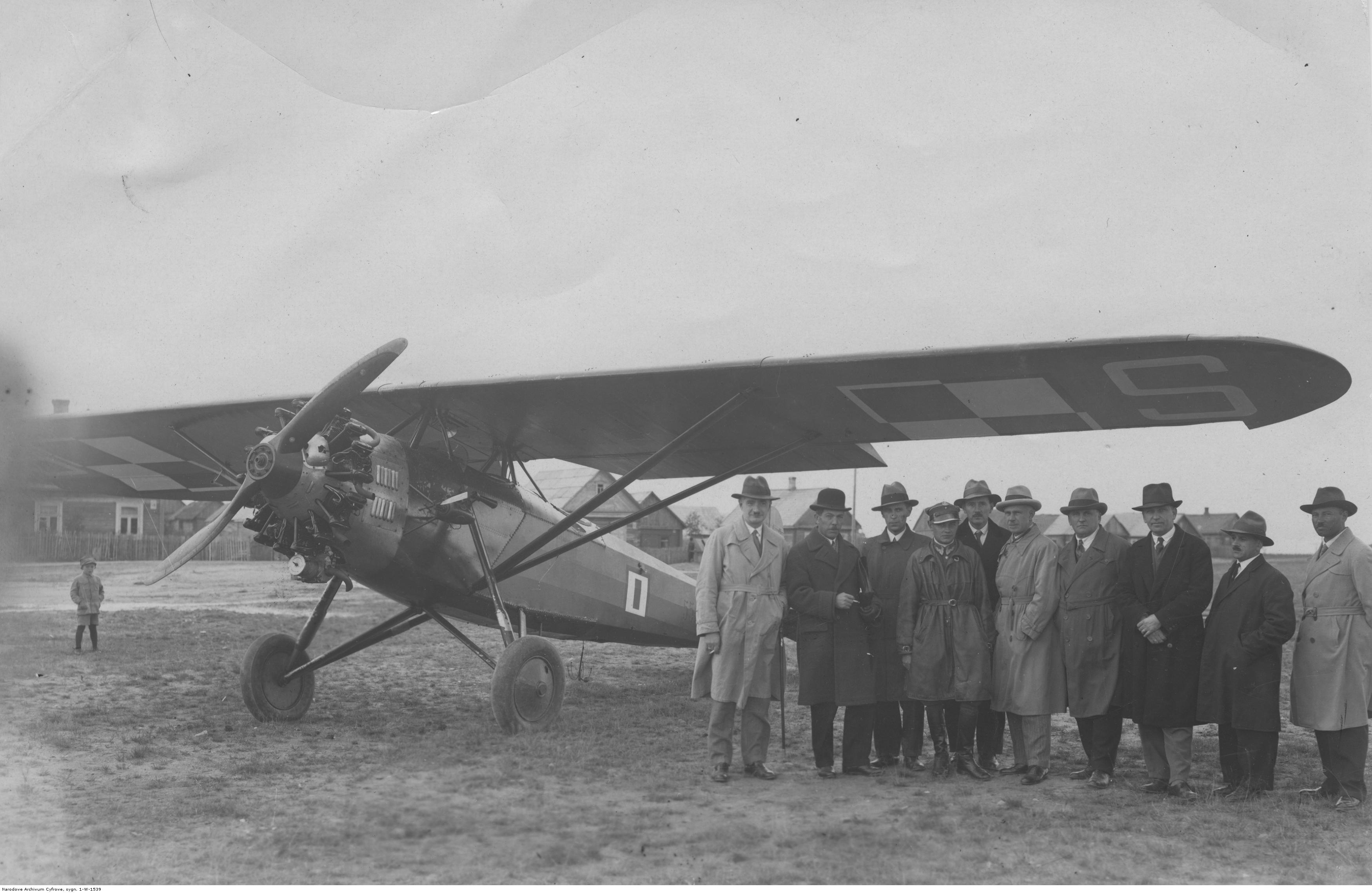
Lublin R-XIII z 63 eskadry w Baranowiczach (10 X 1931)

63 eskadra towarzysząca – pododdział lotnictwa Wojska Polskiego w II Rzeczypospolitej.
63 eskadra towarzysząca została sformowana w sierpniu 1929. W czasie mobilizacji 1939 przemianowana na 63 eskadrę obserwacyjną.
W kampanii wrześniowej eskadra walczyła w składzie lotnictwa Armii „Łódź”.
Godła eskadry:
- zielony pionowy prostokąt na tle białego kwadratu – na samolotach PZL Ł-2
- zielony komar ze strzykawką na tle białego koła z czerwoną obwódką – na samolotach R-XIII

## Formowanie i szkolenie 63 eskadry towarzyszącej
Na podstawie rozkazu Ministra Spraw Wojskowych L.dz. 1513/29 tjn. Og.-Org., 1 sierpnia 1929 w 6 pułku lotniczym została sformowana 63 eskadra towarzysząca.
Zalążkiem był pluton składający się z kilku pilotów i obserwatorów przesuniętych z eskadr liniowych 6 pułku, a wyposażony w 2 samoloty – PWS-5 i Lublin R-X.
Jesienią 1929 załogi eskadry uczestniczyły w manewrach z 3 Brygadą Kawalerii. Ćwiczenia miały na celu określenie przydatności lotnictwa towarzyszącego we współdziałaniu z kawalerią. Próba ta wypadła pomyślnie.
W 1930 eskadra posiadała już zorganizowane trzy plutony po trzy samoloty. Samolot dowódcy eskadry dopełniał stan etatowy.
W sierpniu 1931 wszystkie trzy plutony eskadry brały udział w manewrach, operując samodzielnie w rejonach: I pluton  por.pil. Stefana Massalskiego w rejonie Zdołbunów, II pluton kpt.pil. Aleksandra Majewskiego w rejonie Zdzięcioł, III pluton por.pil. Józefa Zielińskiego w rejonie Beresteczka. Plutony były wyposażone w samoloty PZL Ł-2, z wymownym napisem na kadłubie „Nie do akrobacji”.
W 1932 załogi uczestniczyły w ćwiczeniach na terenach Śląska Cieszyńskiego i na Podlasiu. W rejonie Częstochowy ćwiczyły z oddziałami 2 i 5 Brygady Kawalerii oraz 23 Dywizji Piechoty. Sukcesywnie też eskadra wymieniała samoloty PZL Ł-2 na Lublin R-XIIIC.
W 1933 plutony odbywały ćwiczenia w rejonach Brody, Kołomyja, Prużana, a szkołę ognia w okolicach Krakowa. W lecie współpracowały z 10 Grupą Artylerii, 6 i 7 Brygadą Kawalerii oraz 3 i 5 Dywizją Piechoty. We wrześniu 9 samolotów eskadry pod dowództwem kpt. Bruscha uczestniczyło w koncentracji lotnictwa w Dęblinie, biorąc udział m.in. w ćwiczeniach pk. „masowy nalot na Warszawę”.
W 1934 eskadra odbywała ćwiczenia zimowe wspólnie z 13 Dywizją Piechoty, operując z lotniska Pałahicze na Wołyniu. W lipcu III pluton oddelegowany został do udziału w specjalnych ćwiczeniach Wyższej Szkoły Wojennej zorganizowanych na terenie Śląska Cieszyńskiego. W sierpniu eskadra brała udział w ćwiczeniach lotnictwa w rejonie Gniezna, zakończonych uczestnictwem w wielkiej defiladzie lotniczej w Warszawie.
W 1935 ćwiczono w rejonie Łuck-Dubno-Beresteczko. Wprowadzono pewne innowacje. Od tego czasu zastosowano zmiany lotnisk dla plutonów, wprowadzając większą ruchliwość i operatywność. Zmiany lotnisk wpłynęły na dużo lepsze wyniki oraz wykazały się istotnymi oszczędnościami paliwa.
Rozkazem MSWojsk.L.dz.4359/tj. z 19 lipca 1937 nakazano dowódcy 6 pułku lotniczego sformowanie nowej – 69 eskadry towarzyszącej. 63 eskadra oddała swój jeden pluton do dyspozycji nowo organizującego się pododdziału. Jej pozostałe dwa plutony w sierpniu i wrześniu 1938 wzięły udział w dużych manewrach na terenie Wołynia i Podola, pozostając do końca października na lotniskach polowych.

## Działania 63 eskadry w 1939
Rosnące napięcie w stosunkach polsko–niemieckich w 1939 miało duży wpływ na intensyfikację szkolenia załóg oraz porządkowanie sprzętu w eskadrach. W okresie maj–czerwiec eskadra otrzymała nowe samoloty RWD-14 „Czapla”. Przeszkolenie pilotów odbyło się na macierzystym lotnisku  Skniłów.
W przededniu wybuchu wojny oba plutony eskadry przebywały na letnich ćwiczeniach z 11 Dywizją Piechoty i Podolską Brygadą Kawalerii. Operowały z lotnisk Stanisławów i Złoczów.

### Mobilizacja eskadry
Ogłoszony 24 sierpnia o 3.00 alarm mobilizacyjny objął dowództwo eskadry i I pluton. II pluton przybył na lotnisko dopiero o 9.30. Po wykonaniu czynności mobilizacyjnych jednostkę przemianowano na 63 eskadrę obserwacyjną.
26 sierpnia rzut kołowy eskadry  pod dowództwem por. obs. Antoniego Barańskiego odjechał na lotnisko Lublinek. Po południu 31 sierpnia przybyły tam też samoloty.
Dowódca eskadry kpt. obs. Jan Haręźlak zameldował swoje przybycie i gotowość bojową jednostki dowódcy lotnictwa Armii „Łódź” płk. pil. Wacławowi Iwaszkiewiczowi.

### Walki 63 eskadry obserwacyjnej w kampanii wrześniowej
Kampanię wrześniową 63 eskadra obserwacyjna odbyła w składzie lotnictwa Armii „Łódź”. Jej I pluton z dowódcą eskadry znajdował się w dyspozycji dowódcy Grupy Operacyjnej „Piotrków”gen. bryg. Wiktora Thommée, a II pluton stanowił odwód dowódcy lotnictwa armijnego.
1 września lotów nie było. Dopiero o 21.30  przyszedł rozkaz do działania w dniu następnym.
2 września około 3.00 rzut kołowy I/63 plutonu osiągnął lotnisko Łękińsko. O 5.00 na rozpoznanie wystartowała załoga por. obs. Kaczorowskiego i kpr. pil. Menczyka. Chwilę później startowały pozostałe samoloty I plutonu lądując w Łękińsku. Kilkanaście minut później wylądował por. Kaczorowski. Z powodu porannej mgły załoga zadania nie wykonała. Ta sama załoga z tym samym zadaniem startowała ponownie o 13.00.

Tragiczny finał lotu opisuje kpt. Fedorowicz:

W rejonie Pajęczno–Dylów na żądanie rakietą „pokażcie gdzie jesteście” 23 pułk piechoty, wyłożył płachtę tożsamości. W tym czasie samolot został zaatakowany w powietrzu przez niemieckie 3 samoloty. Do wymiany strzałów nie doszło, gdyż załoga broniła się manewrując. Własna OPL otworzyła ogień do własnego samolotu i strąciła go zapalając. Gdy żołnierze 23 pułku piechoty, dobiegli do samolotu, por. Kaczorowski wyrzekł tylko: «nazywam się Kaczorowski» i wyrzucił teczkę z mapami.

Obaj polscy lotnicy ponieśli śmierć. Porucznik Kaczorowski zmarł w drodze do szpitala.
Wieczorem sześć Junkersów 86 ostrzelało rejon postoju I/63 plutonu. Większych strat nie było. Wieczorem rzut kołowy plutonu przeniósł się na lotnisko Dłutów. W tym dniu II/63 pluton przebywał w Lublinku, a jego załogi nadal nie wykonywały lotów bojowych.
Rano 3 września samoloty I plutonu odleciały do Dłutowa. Po drodze zostały niecelnie ostrzeliwane przez własne oddziały. O 9.50  por. Barański i kpr. Laskowski wystartowali rozpoznać ruch oddziałów nieprzyjaciela na drogach Rozprza–Kamieńsk–Radomsko–Bełchatów. Na szosie Rozprza–Kamieńsk wykryto niemieckie czołgi w marszu na Rozprzę. W wyniku wymiany ognia pilot został ranny w nogę, a samolot miał uszkodzony zbiornik oleju. O 17.00 załoga: ppor. obs. Chmiel i por. pil. Sumorok poleciała rozpoznać kierunki marszu kolumn pancernych. W tym czasie II/63 pluton odleciał na lotnisko Bechcice.
4 września eskadra prowadziła obserwację pola bitwy. Na rozpoznanie odcinka przedpola Ulów–Lubień wystartowała załoga: kpt. Fedorowicz i kpr. Misiak. Lot ten dublowała załoga: por. Barański z kpr. Misiakiem i por. Chmiel z por. Sumorokiem. Wykryto kolumnę broni pancernej i piechoty na samochodach na drodze Rozprza–Kamieńsk w marszu w kierunku na Piotrków.
W tym czasie załogi II/63 plutonu wykonały 2 loty łącznościowe, a pod wieczór przegrupowały się na lotnisko Aleksandrów Łódzki.
5 września w rejon Kamieńska polecieli por. Barański i kpr. Misiak. Po wykonaniu zadania załoga, z przestrzelonym zbiornikiem benzyny, doleciała do Łodzi i tam lądowała. Obserwator udał się do dowództwa armii. Po drodze został pobity przez ludność cywilną, ale doszedł do szpitala i tam przekazał informacje. Pilot pozostał początkowo przy samolocie. Następnego dnia z powodu braku możliwości naprawy spalił go i dołączył do plutonu.
O 19.30 dowódca eskadry nakazał przesunięcie I/63 plutonu na lotnisko Bechcice. O 20.00 odjechał rzut kołowy. Wieczorem, działając według wytycznych naczelnego dowódcy Lotnictwa, dowódca lotnictwa armii wyznaczył eskadrze nowe lądowisko znajdujące się poza strefą operacyjną armii.
6 września eskadra wyszła z podporządkowania Armii Łódź. Samoloty eskadry odleciały do Bechcic. Tam nie zastano już II/63 plutonu. Po krótkim odpoczynku rzut kołowy odjechał, a samoloty odleciały do Lublinka. Już z Lublinka samoloty startowały na kolejne m.p. – lotnisko w Kamieniu. Przy odlocie z Lublinka zabrano 1 Lublin R-XIIIC, który to włączono do stanu eskadry. Podczas startu st. szer. Miczka uszkodził RWD-8.
Rzut kołowy, jadący trasą Łódź–Rawa Mazowiecka–Nowe Miasto–Grójec–Kamień, był 3-krotnie bombardowany przez Luftwaffe. Spowodowało to czasowe rozproszenie kolumny oraz straty w ludziach i sprzęcie. W Kamieniu przebywał już II/63 pluton. Nie doleciała załoga por. obs. Żerebeckiego z kpr. pil. Matusem zestrzelona nad Nowym Miastem przez własne oddziały. Pilot ranny w nogę został odesłany do szpitala w Warszawie, a obserwator dołączył nazajutrz do eskadry. W nocy przybył na lotnisko płk Wacław Iwaszkiewicz zarządzając przeniesienie jednostki w rejon Nałęczowa.
8 września eskadra nie wykonywała zadań bojowych. Porządkowano sprzęt, naprawiano samochody oraz wykonywano okresowe czynności obsługowe przy samolotach. Przed południem por. Szyszkowski i kpr. Eckert polecieli na RWD-8 po zestrzeloną „Czaplę” por. Żerebeckiego. Po usunięciu uszkodzeń, oba samoloty powróciły na lotnisko.
9 września przyszedł rozkaz przesunięcia eskadry na lotnisko Łęczna. Wieczorem wyjechał rzut kołowy. Z uwagi na brak dostatecznej ilości pojazdów, część wyposażenia pozostawiono na posterunku policji w Wąwolnicy.
O świcie 10 września, tuż przed odlotem samolotów, dowódca lotnictwa armii płk Iwaszkiewicz zmienił dyslokację eskadry na lotnisko Górka Połonka w okolicach Łucka.
11 września dotarł na lotnisko rzut kołowy eskadry. Ze względu na ciągłe bombardowanie Łucka i okolicy, na poszukiwanie nowych lądowisk, wystartowali kpt. Haręźlak z kpr. Laskowskim.
W południe por. Kazimierz Żerebecki z kpr. Kubasem rozpoznawali sytuację wzdłuż szosy Łuck–Włodzimierz Wołyński–Lublin–Kurów.
12 września zadań bojowych nie wykonywano. Na lotnisko sukcesywnie przyjeżdżały rozproszone wcześniej części rzutu kołowego. Zaczęły się kłopoty z benzyną.
13 września na lotnisko przybył transport materiałów pędnych ze stacji kolejowej Kiwerce. Załogi nadal nie wykonywały lotów. Brak było rozkazów.
14 września dowódca eskadry otrzymał dyspozycję przygotowania jednostki do przesunięcia w rejon Kołomyi do dyspozycji sztabu naczelnego Wodza. Tam eskadra miała być przezbrojona w nowy sprzęt dostarczony przez aliantów. Wieczorem odjechał rzut kołowy dowodzony przez kpt. Jana Haręźlaka.
Świtem 15 września samoloty eskadry odleciały na lotnisko Stasin. Na lotnisku mjr obs. Tadeusz Wójcicki organizował dywizjon obserwacyjny W jego skład miał wejść personel i samoloty 63 i 66 eskadry obserwacyjnej, oraz cztery załogi 13 i 53 eskadry obserwacyjnej.
16 września wystartowała załoga: ppor. obs. Edward Langer i por. pil. Witold Szyszkowski. Jej zadaniem było rozpoznać i nawiązać łączność z oddziałami lądowymi walczącymi w rejonie na wschód i północ od Lwowa oraz przekazać rozkazy w Brodach.
17 września, w locie powrotnym, „Czapla” ppor. Langera została zaatakowana i ostrzelana przez 2 Dorniery 17. Ranny pilot z trudem wylądował w pobliżu Złoczowa rozbijając samolot. Ciężko ranny obserwator pozostał w szpitalu, a por. Szyszkowski po założeniu opatrunku i rozmowie telefonicznej z kpt. Władysławem Fedorowiczem udał się do Kut.
W tym czasie kpt. obs. Wolf i por. pil. Sumorok polecieli w rejon Czortków–Dawidkowice na rozpoznanie kierunków marszu kolumn Armii Czerwonej oraz doręczenie rozkazów ewakuacji. Lot ten dublowała załoga: ppor. obs. Chmiel i por. Sumorok. Po południu w rejon Buczacza ponownie wystartowali kpt. Wolf z por. Sumorokiem. Ich celem było dostarczenia rozkazu do XV dywizjonu bombowego – wynik negatywny. Z rozkazu gen. Stanisława Ujejskiego wystartowali do Pińska i Lidy z pocztą por. Barański i kpr. Laskowski. Nad Obertynem ich „Czapla” została zestrzelona przez nieprzyjacielską obronę przeciwlotniczą. Kapralowi Laskowskiemu udało się wylądować bez obrażeń. Po spaleniu samolotu, lotnicy wrócili nocą do eskadry.
18 września do Kut a później do Rumunii odjechał rzut kołowy eskadry dowodzony przez kpt. Władysława Fedorowicza. Na lotnisku pozostały samoloty i niezbędna obsługa. Rano wyjechała grupa pod dowództwem ppor. Jana Riedla.
Równocześnie por. Żerebecki i por. Sumorok polecieli w rejon Lwów – Janów, celem doręczenia rozkazów dowódcy Frontu Południowego generałowi Kazimierzowi Sosnkowskimu.

Lot tak opisał kpt. Władysław Fedorowicz:

Załoga w rej. Lwów została ostrzelana przez niemiecką OPL. Samolot uszkodzony. W rej. Janów mgła, zawrócono więc na lotnisko Lwów chcąc tam lądować i przekazać rozkazy. Ostrzelana tam ponownie przez OPL npla, z uszkodzonym sterem samolotu, załoga postanowiła lądować przy oddziałach w rej. Janów i ustnie zameldować rozkaz. Obserwator na wszelki wypadek zaczął już zjadać rozkaz, ale mgła ustąpiła i samolot jeszcze trzymał się powietrza. Obserwator od siebie uzupełnił rozkaz i zrzucił go nad własną kolumnę.

Tak ten sam przypadek relacjonuje gen. Kazimierz Sosnkowski:

O godz.8.00 18 września lotnik polski, zatoczywszy kilka kręgów nad naszymi głowami, zrzucił na pola pod Domażyrem meldunek ciężarkowy z dołączonym rozkazem Naczelnego Dowództwa, noszącym datę dnia poprzedniego. Dokument na wpół zżuty, posklejał się w wielu miejscach. Lotnik prawdopodobnie został postrzelony i chciał dokument połknąć – jednak zebrawszy się z siłami, zdołał do nas dolecieć. Rozwijaliśmy ostrożnie kartki papieru. Niestety tekst był częściowo zniszczony, miejscami zaś zupełnie nieczytelny. Pierwsze zdanie, stosunkowo nieźle zachowane, brzmiało: «w dniu dzisiejszym wojska sowieckie przekroczyły granicę polską od Potocka aż do Dniestru».

Załoga por. Żebereckiego po zrzuceniu meldunku zawróciła w rejon Kołomyi. Z powodu braku benzyny lądowała przygodnie i spaliła samolot. Do Rumunii odjechała prywatnym samochodem. Transporty prowadzone przez kpt. Fedorowicza i ppor. Riedla przekroczyły także w tym dniu  polsko-rumuńską granicę.
| Działania eskadry | Działania eskadry                             | Działania eskadry                             | Działania eskadry                             |
| ----------------- | --------------------------------------------- | --------------------------------------------- | --------------------------------------------- |
|                   | Loty bojowe                                   | w tym łącznikowe                              | Zestrzelenia                                  |
| 36                | 14                                            | 0                                             |                                               |
| Straty eskadry    |                                               |                                               |                                               |
| Polegli           | por. Marian Kaczorowski, kpr. Czesław Menczyk | por. Marian Kaczorowski, kpr. Czesław Menczyk | por. Marian Kaczorowski, kpr. Czesław Menczyk |
| Ranni             | ppor. Edward Langer                           | ppor. Edward Langer                           | ppor. Edward Langer                           |
| Zaginieni         | por. Witold Szyszkowski                       | por. Witold Szyszkowski                       | por. Witold Szyszkowski                       |
| Samoloty          |                                               |                                               |                                               |
| Stan              | Uzupełnienie                                  | Zniszczone                                    | Ewakuacja                                     |
| 7 RWD-14 Czapla   | 1 R-XIIIC                                     | 5                                             | 3                                             |

## Personel eskadry
| Stopień, imię i nazwisko           | Okres pełnienia służby | Kolejne stanowisko |
| ---------------------------------- | ---------------------- | ------------------ |
| kpt. pil. Piotr Dudziński          | VIII 1929 – III 1931   |                    |
| kpt. pil. Aleksander Majewski      | III 1931 – V 1932      |                    |
| kpt. pil. Piotr Dudziński          | V – XI 1932            |                    |
| kpt. pil. Józef Wojciechowski      | XI 1932 – IV 1933      |                    |
| kpt. pil. Piotr Dudziński          | IV – VI 1933           |                    |
| kpt. pil. Henryk Brusch            | VI 1933 – II 1934      |                    |
| kpt. obs. Jan Schram               | II – X 1934            |                    |
| kpt. pil. Kazimierz Wianecki       | X 1934 – V 1935        |                    |
| kpt. obs. Jan Haręźlak             | X 1937 – IX 1939       |                    |
| Inni oficerowie                    |                        |                    |
| ppor. pil. rez. Tadeusz Dmoszyński |                        |                    |

| Stanowisko    | Stopień, imię i nazwisko       | Przydział we wrześniu 1939 |
| ------------- | ------------------------------ | -------------------------- |
| dowódca       | kpt. Jan Haręźlak              | dowódca eskadry            |
| dowódca I/63  | kpt. Władysław Fedorowicz      | dowódca I plutonu          |
| dowódca II/63 | kpt. Jerzy Stanisław Wolf      | dowódca II plutonu         |
| piloci        | por. Tadeusz Marian Sumorok    | pilot I plutonu            |
| piloci        | ppor. Witold Szyszkowski       | pilot II plutonu           |
| obserwatorzy  | por. Marian Ignacy Kaczorowski | obserwator I plutonu       |
| obserwatorzy  | por. Kazimierz Żerebecki       |                            |
| obserwatorzy  | ppor. piech. Roman Chmiel      | obserwator I plutonu       |
| obserwatorzy  | ppor. Edward Langier           |                            |

| Stanowisko          | Stopień, imię i nazwisko | Stopień, imię i nazwisko |
| ------------------- | --- | --- |
| Dowódca eskadry     | kpt. obs. Jan Haręźlak | kpt. obs. Jan Haręźlak |
| szef eskadry        | st. sierż. Aleksander Majewski | st. sierż. Aleksander Majewski |
|                     | I pluton | II pluton |
| Dowódcy plutonu     | kpt. obs. Władysław Fedorowicz | kpt. obs. Jerzy Wolf |

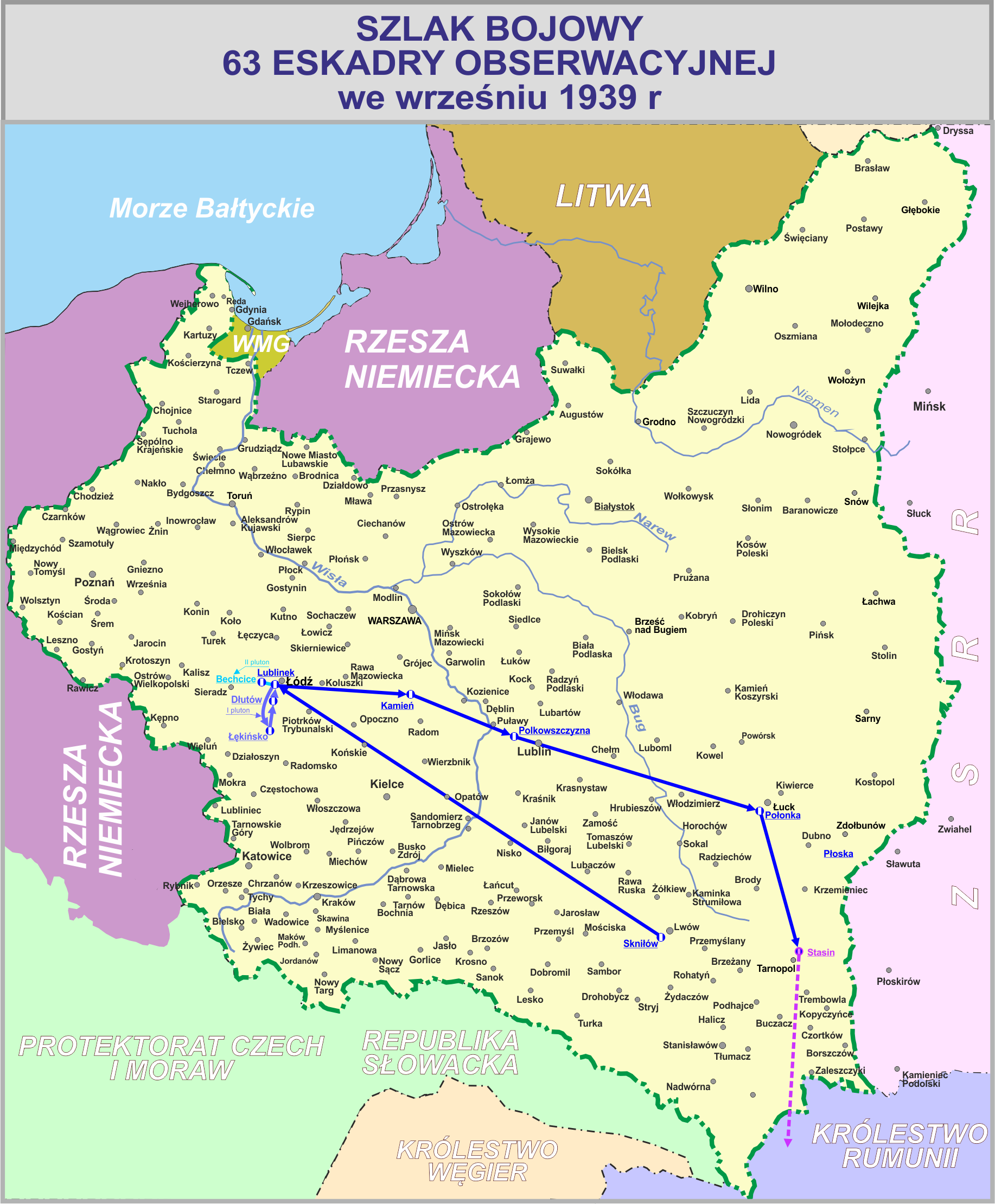

| Obserwatorzy        | por. obs. Antoni Henryk Barański por. obs. Marian Kaczorowski ppor. obs. Roman Stanisław Chmiel ppor. obs. rez. Zygmunt Wesołowski                                       | por. obs. Eugeniusz Weber por. obs. Kazimierz Żerebecki ppor. obs. Edward Langer ppor. obs. rez. Zygmunt Nawratil ppor. obs. rez. Marian Riedl                  |
| Piloci              | por. pil. Tadeusz Ostoja-Sumorok kpr. pil. Antoni Kubas kpr. pil. Michał Omieliaszko kpr. pil. Stanisław Laskowski kpr. pil. Czesław Menczyk st. szer. pil. Karol Miczka | ppor. pil. Witold Szyszkowski sierż. pil. Jerzy Kaliński kpr. pil. Tadeusz Eckert kpr. pil. Mieczysław Matus kpr. pil. Adam Rymarz st. szer. pil. Jerzy Załuski |
| Szefowie mechaników | st. majster wojsk. Antoni Szarzyński | majster wojsk. Michał Klich |

## Samoloty eskadry
Wyposażenie grupy organizacyjnej eskadry stanowił 2 samoloty: PWS-5 i Lublin R-X.
1 września na wyposażeniu eskadry znajdowało się siedem samolotów obserwacyjnych RWD-14b Czapla i dwa samoloty łącznikowe RWD-8.

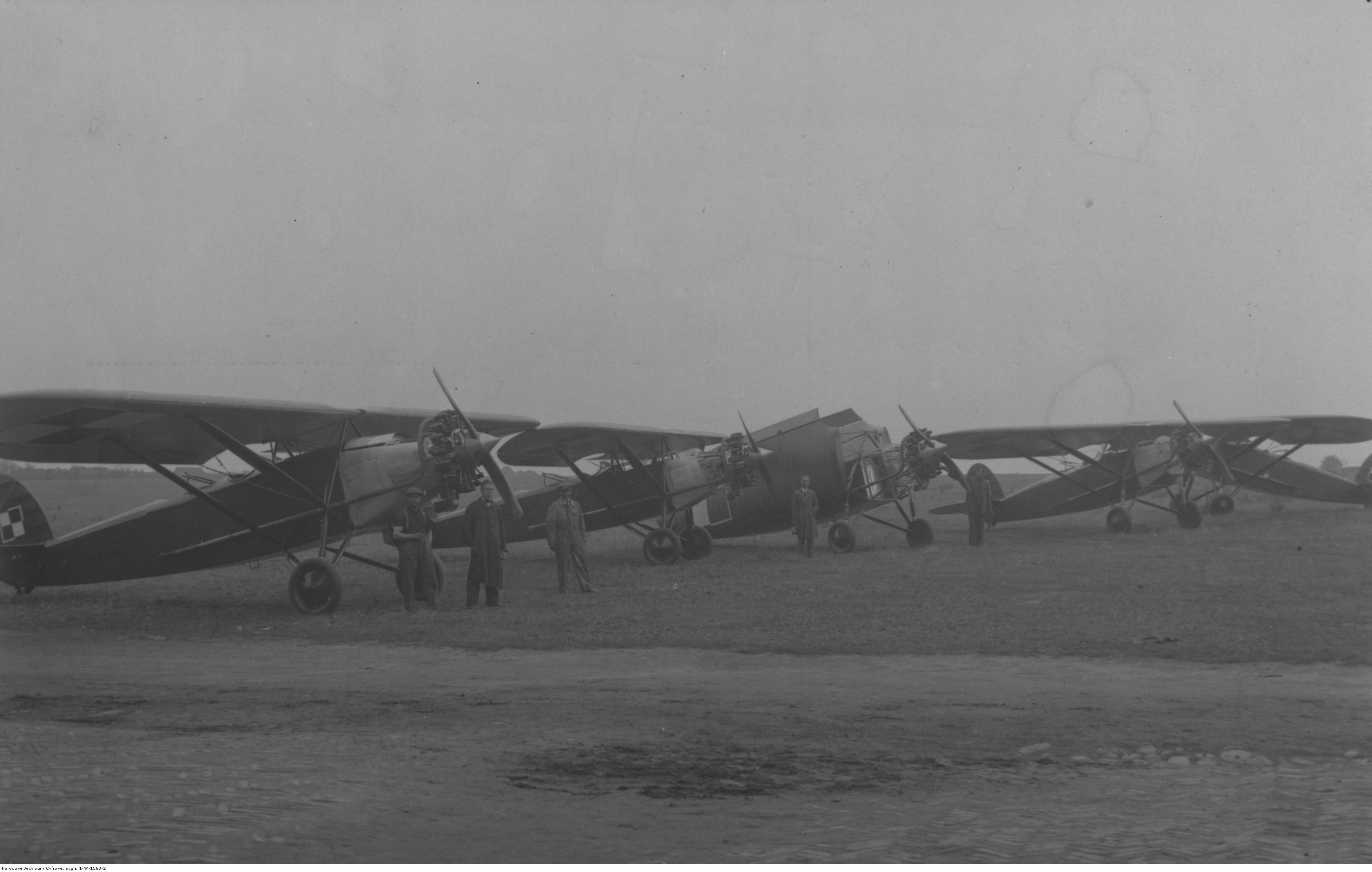
Lublin R.X
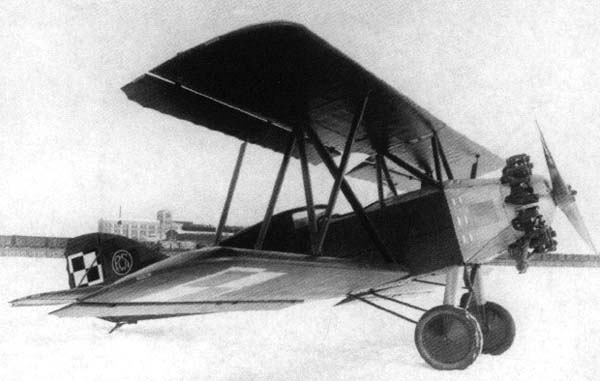
PWS-5
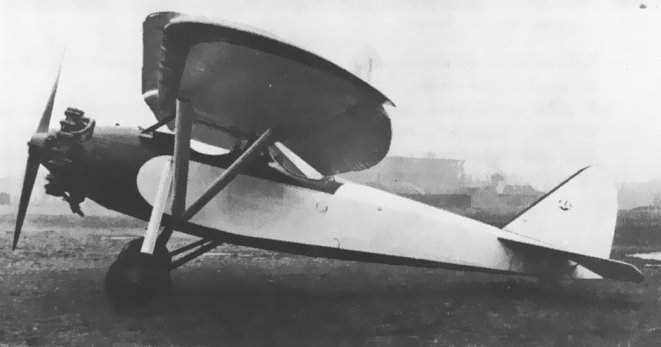
PZL Ł.2
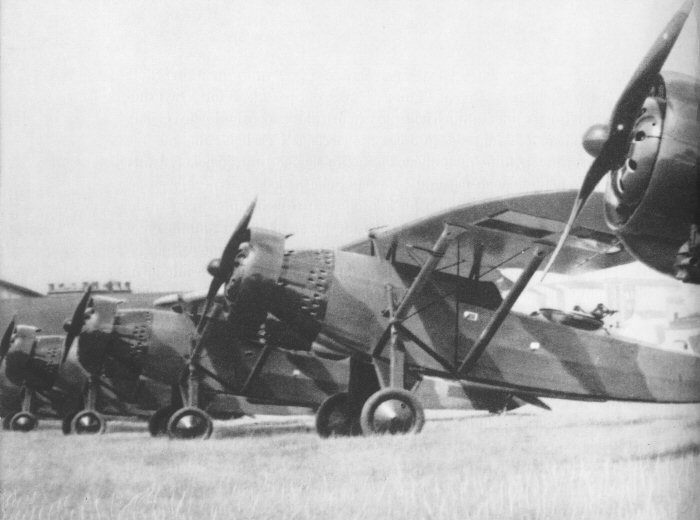
Lublin R.XIII (1932–1939)
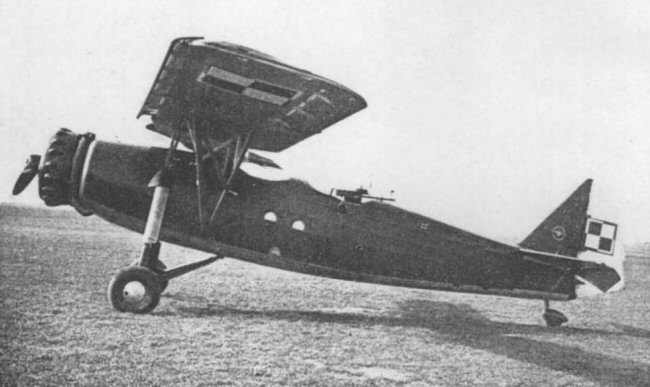
RWD-14 Czapla (1939)
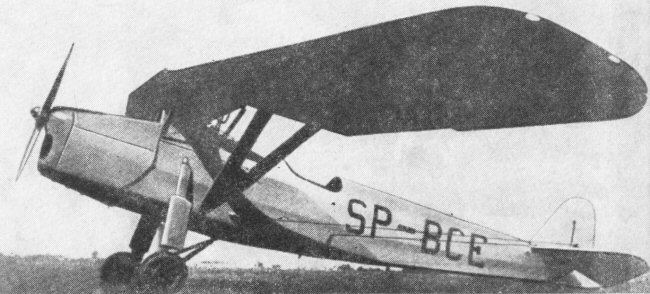
RWD-8 (łącznikowy)